# Тот, Мате
Мате Тот (венг. Tóth Máté; 20 июня 1998, Сомбатхей, Венгрия) — венгерский футболист, полузащитник клуба «Мезёкёвешд».

## Клубная карьера
Тот — воспитанник клуба «Халадаш». 7 августа 2016 года в матче против МТК он дебютировал в чемпионате Венгрии. 22 апреля 2017 года в поединке против «Дебрецена» Мате забил свой первый гол за «Халадаш».